# ナタリー・ブラウン (ボクサー)
ナタリー・ブラウン（Natalie Brown、1979年1月1日 - ）は、アメリカ合衆国・ジョージア州出身の女子プロボクサーである。現在はカナダを拠点としている。

## 来歴
1998年、アトランタでボクシングを始め、2000年にはジョージア州で初めてナショナルゴールデングローブ制覇を果たす。
2001年、第1回世界選手権選考会を兼ねた全米選手権に出場するが、敗れて米国代表を逃した。しかし、祖国であるジャマイカの代表として同大会に出場し、銀メダルを獲得。
翌2002年、今度は全米選手権を勝ち抜き、米国代表として世界選手権に出場。2大会連続銀メダルとなった。
その後、しばらく競技から離れ、2005年にプロ転向。ジェレーナ・ムルジェノビッチとのエキシビションを経て、2006年1月28日プロデビュー。デビュー3戦連続KO、5戦連続勝利を挙げる。
2008年5月9日、日本女子プロボクシング旗揚げ興行「G Legend」メインイベントにおける風神ライカの相手として来日。0-2の判定でプロ初敗北を喫する。しかし、ブラウン側は判定に納得がいかず審判に詰め寄った。ライカは「いつでも受ける」と再戦を認めるコメントをしていた。
2009年9月26日、Rachel Clarkに0-2判定で敗れ連敗となった。
2012年12月1日、カナダで3年ぶりに復帰し、Tammie JohnsonにTKO勝利。
2017年7月29日、後の5団体統一王者であるジェシカ・マッキャスキルと対戦するが、2回ストップTKOでプロ初のKO負け。
2018年6月2日、ジェシカ・カマラと対戦し3回KO勝ち。

## 戦績
- 10戦 7勝 5KO 3敗